# الاستجابة الإنسانية لزلزال قهرمان مرعش 2023

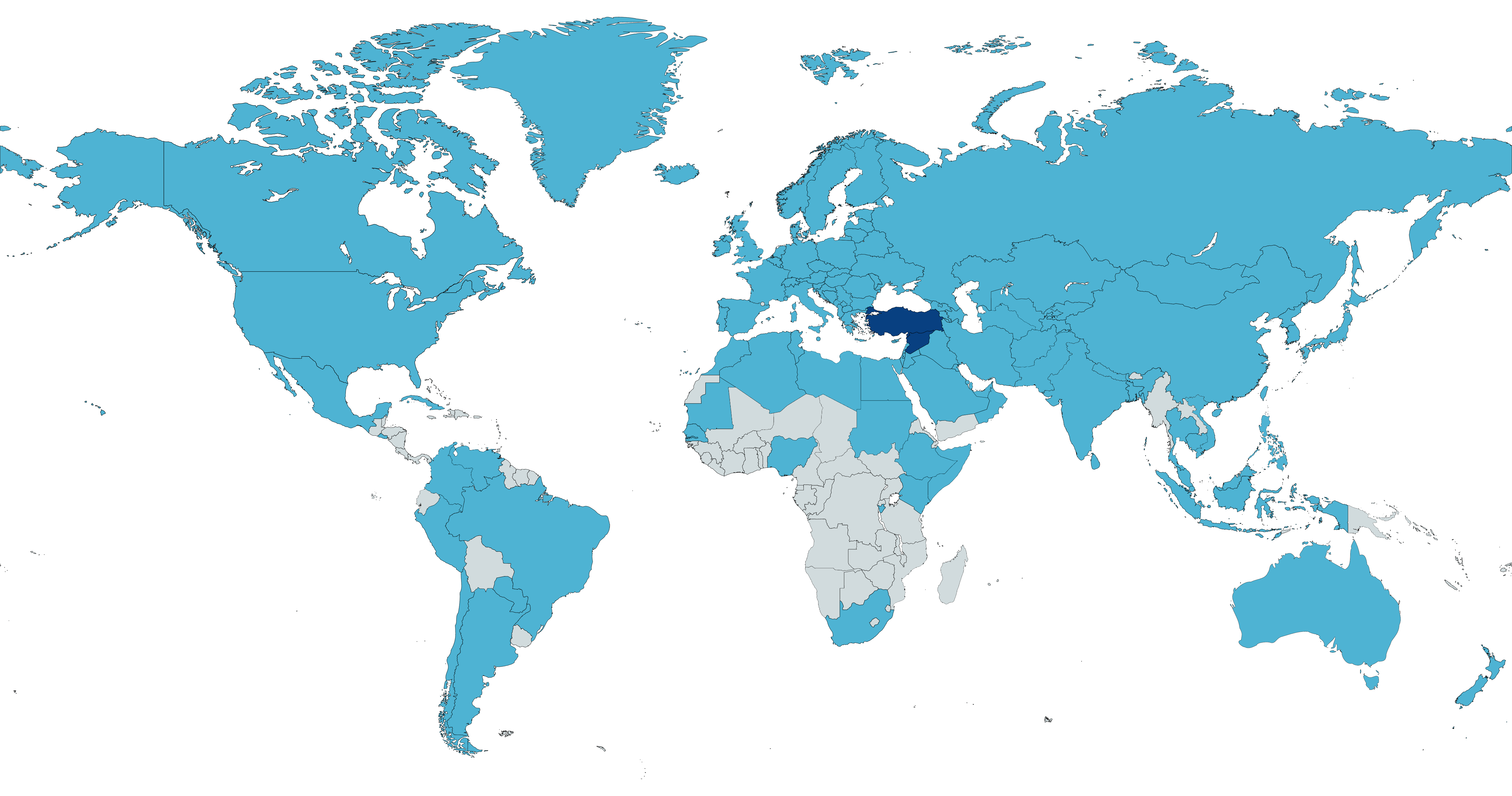
الدول التي أعلنت تقديم وارسال مساعدات لتركيا وسوريا (يحدث دوريا)

ضرب زلزالان مدمران المنطقة الحدودية بين تركيا وسوريا في 6 فبراير 2023 فاقت قوتهما 7 درجات على مقياس ريختر. اشتملت ردود الأفعال والاستجابة الإنسانية لزلزال قهرمان مرعش عام 2023 على مساهمات من الحكومات والمنظمات الدولية والمنظمات غير الحكومية. كما تعهدت أكثر من 50 دولة بتقديم الدعم لضحايا الزلزال، بما في ذلك المساعدات الإنسانية، وفرق البحث والإنقاذ.

## الدول العربية

### الجزائر
أرسلت الجزائر مجموعة أولى تتكون من 89 من عناصر الحماية المدنية إلى تركيا للمشاركة في عمليات الإنقاذ والإغاثة.

### مصر
صرحت وزارة الخارجية إن مصر "مستعدة للمساعدة في مواجهة هذه الكارثة".

فريق الكويت للإنقاذ في تركيا

### العراق
صرحت حكومة العراق إنها سترسل فرق دفاع مدني إلى تركيا وسوريا مع إمدادات الطوارئ والإغاثة والغذاء والوقود.

### الكويت
أمر أمير الكويت نواف الأحمد الجابر الصباح بإنشاء جسر جوي لإرسال "المساعدات العاجلة والطاقم الطبي".

### لبنان
أرسلت المديرية العامة للدفاع المدني اللبناني فريقا يضم 20 عضوا لتقديم المساعدة في تركيا. كما سيرسل الجيش اللبناني 20 فرداً من فوج الهندسة إلى تركيا للمشاركة في عمليات البحث والإنقاذ.

### ليبيا
عبر رئيس وزراء ليبيا عبد الحميد الدبيبه عن تعازيه للضحايا في تركيا وسوريا. كما أعلن عن إرسال فريق للمساهمة في أعمال الإنقاذ مكون من 55 فردا وفريق من قسم الطب العسكري وكلاب تتبع الأثر.

### المغرب
أرسل ملك المغرب برقية تعازي ومواساة لرئيس تركيا، كما تعهد بإرسال مجموعة من فرق الإنقاذ المتخصصة إلى تركيا والحدود السورية للمساعدة في جهود الإنقاذ.

### دولة فلسطين
أعلن السفير الفلسطيني في سوريا وفاة 8 لاجئين فلسطينيين بينهم ثلاثة أطفال. ووجه الرئيس الفلسطيني سفارة بلاده في دمشق لتقديم كل ما يلزم لدعم أسر الضحايا.

### قطر
صرح أمير قطر تميم بن حمد آل ثاني إن مجموعة بحث وإنقاذ ستطير إلى تركيا عبر جسر جوي على متنها مركبات إنقاذ متخصصة ومساعدات إغاثة وخيام وإمدادات شتوية.

### السعودية
- أرسل ملك السعودية برقية عزاء ومواساة لنظيره التركي أكد فيها على دعم بلاده المطلق لتركيا خلال هذه الكارثة الذي امتدت آثارها للجميع.[13] كما وجه بإنشاء جسر جوي لنقل المساعدات إلى تركيا، وتنظيم حملة شعبية لجمع التبرعات.[14][15]
- في 7 فبراير 2023: وجه خادم الحرمين الشريفين الملك سلمان بن عبد العزيز آل سعود والأمير محمد بن سلمان بن عبدالعزيز آل سعود ولي العهد السعودي مركز الملك سلمان للإغاثة والأعمال الإنسانية بتسيير جسر جوي وتقديم مساعدات صحية وإيوائية وغذائية ولوجستية لتخفيف آثار الزلزال على الشعبين السوري والتركي وتنظيم حملة شعبية عبر منصة "ساهم" لمساعدة ضحايا الزلزال في سوريا وتركيا. وأوضح المشرف العام على المركز الدكتور عبد الله بن عبدالعزيز الربيعة أنه سيجري تقديم مساعدات غذائية وإيوائية وطبية متنوعة دعما لجهود الإنقاذ وإغاثة المنكوبين.[16]
- في 8 فبراير 2023: أطلق مركز الملك سلمان للإغاثة والأعمال الإنسانية الحملة الشعبية لمساعدة المتضررين من الزلزال في سوريا وتركيا إنفاذاً لتوجيهات خادم الحرمين الشريفين الملك سلمان بن عبد العزيز آل سعود وولي العهد الأمير محمد بن سلمان آل سعود،[17] وتجاوزت تبرعات الحملة في اليوم الأول من خلال تطبيق «ساهم» أو الحساب البنكي الموحد أو عبر قنوات التبرع المتعددة مبلغ 80 مليون ريال، وفي اليوم الثاني للحملة 9 فبراير 2023 أعلن مركز الملك سلمان للإغاثة أن الحملة الشعبية لمتضرري الزلزال وصلت لأكثر من 145 مليون ريال.[18]
- في يوم 9 فبراير: وصلت طائرتان سعوديتان، الطائرة الإغاثية السعودية الأولى وصلت إلى مطار أضنة بالجمهورية التركية فجراً ضمن الجسر الجوي السعودي الذي يسيره مركز الملك سلمان للإغاثة والأعمال الإنسانية، وتقل الطائرة فرق الإسعاف والإنقاذ المتخصصة من عدة وزارات وجهات سعودية وفرق تطوعية، ثم وصلت الطائرة الإغاثية السعودية الثانية إلى مطار أضنة بالجمهورية التركية، وعلى متنها 98 طنًا من المواد الإغاثية تشتمل على سلال غذائية وخيام وحقائب إيوائية وبطانيات وبسط بالإضافة إلى المواد الطبية.[19]
- في يوم 10 فبراير: وصلت الطائرة الإغاثية الثالثة إلى مطار غازي عنتاب في جمهورية تركيا وعلى متنها 104 أطنان و62 كيلوجرامًا من المساعدات، وتشمل المساعدات الإغاثية مواد غذائية وخياما وبطانيات، إضافة إلى البسط والحقائب الإيوائية، والمواد الطبية.[20] وفي اليوم نفسه وصلت إلى المطار نفسه الطائرتان الإغاثيتان الرابعة والخامسة، وتقلان فريق البحث والإنقاذ السعودي مع جميع التجهيزات التي يحتاجها من الآليات والمعدات والمضخات والأدوية الطبية والتجهيزات الفنية وغيره.[21]
- في يوم الجمعة 10 فبراير: تجاوزت تبرعات الحملة الشعبية السعودية لإغاثة متضرري الزلزال في تركيا وسوريا عبر منصة «ساهم»، 200 مليون ريال منذ انطلاقها ظهر يوم الأربعاء 8 فبراير.[22]
- يوم السبت 11 فبراير: وصلت الطائرة الإغاثية السادسة إلى مطار غازي عنتاب في جمهورية تركيا، وحملت على متنها 98 طناً من المساعدات الإغاثية تشتمل على المواد الغذائية والخيام والبطانيات والبسط والحقائب الإيوائية، إضافة إلى المواد الطبية.[23]
- يوم السبت 11 فبراير: تجاوزت تبرعات الحملة الشعبية لإغاثة متضرري الزلزال في سوريا وتركيا أكثر من 251 مليون ريال، وتجاوز عدد المتبرعين حاجز 716 ألف متبرع.[24]
- الأحد 12 فبراير: مساء يوم الأحد تجاوزت تبرعات الحملة الشعبية السعودية لإغاثة متضرري الزلزال في سوريا وتركيا عبر منصة «ساهم» 311 مليون ريال، وبلغ مجموع المتبرعين 1,019,037 متبرعاً.[25]
- الاثنين 13 فبراير: فجر يوم الاثنين وصلت الطائرة الإغاثية السعودية السابعة إلى مطار غازي عنتاب في الجمهورية التركية حاملة تجهيزات طبية متنوعة بقيمة تزيد عن 36 مليون ريال سعودي.[26]
- الثلاثاء 14 فبراير: وصلت الطائرة الإغاثية السعودية الثامنة إلى مطار حلب الدولي حاملةً على متنها مواد غذائية وطبية وإيوائية تزن 35 طناً و322 كيلوغراماً. وكانت شاحنات من المساعدات السعودية قد دخلت يوم الأحد 12 فبراير إلى المناطق المنكوبة بشمال غربي سوريا جراء الزلزال. كما عبرت يوم السبت 11 فبراير 11 شاحنة إغاثية تحمل على متنها 104 أطنان من المواد الغذائية والإيوائية عن طريق منفذ غصن الزيتون الحدودي؛ لتوزيعها على ضحايا الزلزال في سوريا، وهي مقدمة من مركز الملك سلمان للإغاثة والأعمال الإنسانية.[27][28]
- الثلاثاء 14 فبراير: تجاوز إجمالي التبرعات في الحملة الشعبية عبر منصة "ساهم" لمساعدة المتضررين من الزلزال في سوريا وتركيا 351 مليون ريال سعودي.[29] وذكر مشرف مركز الملك سلمان للإغاثة الدكتور عبد الله الربيعة أن المركز سيبني 3 آلاف مبنى مؤقت لمتضرري الزلزال، وأن أولويات الفريق السعودي تتمثل في إنقاذ المنكوبين تحت الأنقاض، وتقديم الدعم اللازم من دواء وغذاء ورعاية صحية عاجلة.[30]
- الأربعاء 15 فبراير: وصلت إلى مطار حلب الدولي الطائرة الإغاثية السعودية التاسعة تحمل على متنها 35 طناً من المساعدات الغذائية والإيوائية والطبية،[31] وكذلك وصلت في نفس اليوم الطائرة الإغاثية العاشرة إلى مطار غازي عنتاب تحمل على متنها 90 طناً من السلال الغذائية، والمواد الطبية التي تشتمل على محاليل متنوعة، وأدوية للأمراض المزمنة، ومسكنات للآلام، وأدوية خاصة بالبرد للكبار والصغار، ومواد إيوائية.[32]
- الخميس 16 فبراير: وصلت مطار غازي عنتاب بالجمهورية التركية الطائرة الإغاثية السعودية الحادية عشرة تحمل على متنها 88 طنًا من السلال الغذائية والمواد الإيوائية والطبية.[33]
- الأحد 19 فبراير: تجاوزت تبرعات الحملة الشعبية السعودية لإغاثة متضرري الزلزال في سوريا وتركيا عبر منصة "ساهم" 415 مليون ريال سعودي.[34]
- الاثنين 20 فبراير: أعلنت السعودية خلال منتدى الرياض الدولي الإنساني الثالث تخصيص مبلغ 183 مليون لـ 7 مشاريع جديدة ومتنوعة للمتضررين من الزلزال في سوريا وتركيا، وتشمل إنشاء 3 آلاف وحدة سكنية لإيواء المتضررين، وكفالة أيتام المتضررين، إضافة إلى مساعدات غذائية وطبية.[35]

### الصومال
أرسل الرئيس الصومالي ببرقية تعزية عبر فيها عن تضامن الصومال مع تركيا في هذه الكارثة الإنسانية.

### الإمارات العربية المتحدة
تعهدت دولة الإمارات العربية المتحدة بإنشاء مستشفى ميداني في تركيا. كما تعهدت الإمارات بتقديم حزمة دعم مالية قدرها 100 مليون دولار لتركيا وسوريا.

## آسيا

### أفغانستان
صرحت حكومة أفغانستان أنها ستتبرع بمبلغ 15 مليون أفغاني (ما يعادل 166,000 دولار) لدعم ضحايا الزلزالين.

### أرمينيا
صرح رئيس وزراء أرمينيا نيكول باشينيان أن أرمينيا مستعدة لتقديم المساعدة.

### أذربيجان
صرح الرئيس الأذربيجاني إلهام علييف أن أذربيجان سترسل فريق بحث وإنقاذ مكون من 370 شخصًا إلى تركيا. كما أمر بإرسال قوات إنقاذ تابعة لوزارة حالات الطوارئ الأذربيجانية. وأرسلت الوزارة طائرة أخرى تحمل حقائب إسعافات أولية وخيام وأسرّة وإمدادات طبية ومعدات أخرى ضرورية لمساعدة المتضررين في تركيا.

### بنغلاديش
أرسلت بنغلاديش فريقا من 12 من منتسبي الدفاع المدني للمساعدة في أعمال الإنقاذ في تركيا.

### الصين
أعلنت جمهورية الصين الشعبية أنها مستعدة لإرسال مساعدات إلى تركيا.

### جورجيا
أمر رئيس وزراء جورجيا إيراكلي غاريباشفيلي بتقديم دعم طارئ لتركيا، وأرسل 60 فردا من رجال الإطفاء مع معدات وآلات الإنقاذ إلى تركيا.

### الهند
صرح رئيس الوزراء الهندي ناريندرا مودي إن الهند "مستعدة لتقديم كل مساعدة ممكنة لمواجهة هذه المأساة". توجه فريقان من القوة الوطنية للاستجابة للكوارث في الهند (NDRF) يتألفان من 100 فرد مع فرق ومعدات كلاب مدربة تدريباً خاصاً جواً إلى منطقة الكارثة لعمليات البحث والإنقاذ. وتم تجهيز الفرق الطبية وإرسال مواد الإغاثة بالتنسيق مع السلطات التركية.

### إندونيسيا
أصدر الرئيس جوكو ويدودو تعليماته بإرسال مساعدات إنسانية إلى تركيا لمساعدة ضحايا الزلزال. كما قرر أن يصطحب فريق البحث والإنقاذ الإندونيسي أدوات ومعدات الإنقاذ كأجهزة الكشف عن حرارة الجسم، ومعدات لقطع الخرسانة، وكلاب تقفي الأثر.

### إيران
أعرب الرئيس الإيراني إبراهيم رئيسي عن استعداد إيران لتقديم "مساعدات إغاثة فورية". وصرح المتحدث باسم وزارة الخارجية ناصر كنعاني أن إيران مستعدة لإرسال فرق صحية ومساعدات إلى جارتنا تركيا وسوريا. ووصف المساعدة بأنها "مسؤولية أخلاقية وإنسانية وإسلامية".

### إسرائيل
صرح رئيس الوزراء الإسرائيلي أنه أصدر تعليمات للسلطات بتقديم المساعدة الطبية.

### اليابان
صرحت وزارة الخارجية اليابانية أن اليابان سترسل فريقا يضم 75 من عمال الإنقاذ. كما أرسلت فريق الإنقاذ والإغاثة من الكوارث الياباني (JDR) إلى تركيا من أجل إجراء عمليات البحث والإنقاذ.

### كازاخستان
عرض رئيس كازاخستان قاسم جومارت توكاييف إرسال المساعدات الطارئة لتركيا.

### ماليزيا
وافق رئيس وزراء ماليزيا أنور إبراهيم على نشر 75 عضوا من فريق البحث والإنقاذ SMART للمساعدة في جهود الإغاثة. ثم قامت ماليزيا بإرسال فريق أولي لتقييم الاحتياجات الانسانية زار العاصمة دمشق.

### باكستان
صدرت تعليمات للسلطة الوطنية لإدارة الكوارث (NDMA) لتعبئة جميع الموارد المتاحة بما في ذلك الخيام الشتوية والبطانيات وغيرها من الإمدادات الضرورية. كما تم إرسال فرق البحث والإنقاذ في المناطق الحضرية المكونة من أطباء ومسعفين مدربين على العمل في المناطق المنكوبة بالكوارث ومعهم معداتهم وأدويتهم. وصرحت باكستان إن طائرتين من طراز سي -130 ستغادران يوم الثلاثاء إلى تركيا على متنهما مواد إغاثة و36 من أفراد البحث والإنقاذ.

### الفلبين
أعلن الرئيس الفلبيني أن فريق إنقاذ مكونا من 85 شخصا يضم مهندسين وأطباء ستغادر تجاه تركيا الأربعاء 8 فبراير.

### سنغافورة
أعلنت إدارة الدفاع المدني السنغافوري إرسال فريق من 20 شخصا للمساهمة في أعمال الإنقاذ في تركيا.

### كوريا الجنوبية
تعهد رئيس كوريا الجنوبية يون سوك يول بتقديم المساعدة الإنسانية لكل من تركيا وسوريا.

### أوزبكستان
أمر رئيس أوزبكستان شوكت ميرزيوييف بإرسال فريق بحث وإنقاذ ومساعدات إنسانية إلى تركيا.

## إفريقيا

### بوروندي
أرسل الرئيس البوروندي برقية تعزية ومواساة لنظيره التركي.

### إثيوبيا
عبر رئيس الوزراء الإثيوبي عن تضامن بلاده وتعازيه في برقية أرسلها لنظيره التركي.

### غامبيا
صرح الرئيس الغامبي عن تعازي بلاده في برقية أرسلها لنظيره التركي.

### كينيا
نشرت وزارة الخارجية الكينية بيانا تعزي فيه ضحايا الزلزالين.

### نيجيريا
أرسل الرئيس النيجيري برقية تعزية ومواساة لنظيره التركي.

### السنغال
عبر الرئيس السنغالي عن تعازي بلاده في برقية أرسلها لنظيره التركي.

### جنوب إفريقيا
أرسل رئيس جنوب إفريقيا برقية عبر فيها عن تعازي بلاده لنظيره التركي.

## الأمريكيتان

### كندا
أعرب رئيس الوزراء الكندي عن استعداد بلاده لتقديم المساعدة.

### كولومبيا
صرح رئيس كولومبيا غوستافو بيترو بأن وزارة الخارجية الكولومبية "ستقيم اتصالات من أجل المساعدة بشكل ملموس".

### السلفادور
صرح رئيس السلفادور نجيب بقيلة بأن "حكومتي مستعدة لتقديم كل المساعدة اللازمة لحكومة الرئيس أردوغان".

### المكسيك
صرح رئيس المكسيك أندريس مانويل لوبيز أوبرادور إن المكسيك سترسل فرق إنقاذ إلى كلا البلدين.

### الولايات المتحدة
صرح رئيس الولايات المتحدة الأمريكية جو بايدن إنه "سمح باستجابة أمريكية فورية" للزلزال في تركيا، وأن "الشركاء الإنسانيين المدعومين من الولايات المتحدة" يستجيبون في سوريا.

## أوروبا

### ألبانيا
صرح رئيس وزراء ألبانيا إيدي راما أن "مهمة إنقاذ تضامنية" ستغادر تجاه تركيا في 6 فبراير.

### النمسا
صرح المستشار النمساوي كارل نيهامر بأن النمسا سترسل 84 جنديًا من وحدة الإغاثة النمساوية إلى تركيا، وتعهدت بتقديم 3 ملايين يورو لمنظمات الإغاثة.

### بيلاروس
أرسل الرئيس البيلاروسي الكساندر لوكاشينكو تعازيه لقادة تركيا وسوريا.

### بلجيكا
صرحت بلجيكا أنها سترسل فريق B-FAST لتقديم المساعدة الطبية، كما تعهد رئيس الوزراء يان جامبون بتقديم مبلغ 200 ألف يورو كدعم للإسهام في عمليات الإنقاذ.

### البوسنة والهرسك
صرح وزير الأمن في البوسنة والهرسك نيناد نيسيتش أن البوسنة والهرسك سترسل فريقا يضم 50 من أفراد الحماية المدنية لتقديم المساعدة.

### بلغاريا
تعد بلغاريا من أولى دول الاتحاد الأوروبي التي قدمت المساعدة للمناطق المتضررة، حيث أرسلت فرق إنقاذ طبية وطائرتين من طراز سبارتان تابعتين للقوات الجوية البلغارية مع فريق طبي من الأكاديمية الطبية العسكرية، وفرق حماية من الحرائق. كما أرسلت وزارة الداخلية 58 من رجال الإطفاء والإنقاذ مع معدات الإنقاذ والكلاب و20 قطعة من المعدات، بينما أرسل الصليب الأحمر البلغاري فريق بحث وإنقاذ مكون من 12 منقذًا وخمسة كلاب من خدمة الإنقاذ الجبلية.

### كرواتيا
أعلن رئيس وزراء كرواتيا أندريه بلينكوفيتش أن كرواتيا سترسل فريق بحث وإنقاذ مكون من 40 شخصًا إلى تركيا.

### قبرص
صرحت الحكومة القبرصية بأنها مستعدة لإرسال المساعدة إلى تركيا.

### جمهورية التشيك
قال رئيس وزراء جمهورية التشيك بيتر فيالا أن جمهورية التشيك "ستقدم المساعدة لتركيا عبر 68 عضوًا من فريق USAR الذين سيغادرون يوم 6 فبراير الساعة 2 ظهرًا تجاه تركيا".

### إستونيا
صرح رئيس وزراء إستونيا كاجا كالاس أن إستونيا مستعدة لإرسال فرق بحث وإنقاذ وفرق طبية.

### فنلندا
أعرب رئيس فنلندا سولي نينيستو عن تعازيه بإرسال برقية إلى الرئيس التركي رجب طيب أردوغان. كما شاركت رئيسة الوزراء سانا مارين تعازيها عبر تويتر.

### فرنسا
صرح وزير الداخلية الفرنسي جيرالد دارمانين بأن فرنسا سترسل 139 عامل إنقاذ للمساهمة في عمليات البحث.

### ألمانيا
تعهد كل من المستشار الألماني أولاف شولتز ووزيرة الخارجية أنالينا بيربوك بتقديم المساعدة.

### اليونان
أرسلت اليونان فريقا مكونا من 21 رجل إطفاء وكلاب إنقاذ وسيارة إنقاذ خاصة إلى تركيا من إلفسينا على متن طائرة لوكهيد سي -130 هيركوليس. كما اتصل رئيس الوزراء كيرياكوس ميتسوتاكيس هاتفيا بالرئيس التركي، وتعهد بتقديم مزيد من المساعدة للإغاثة من الزلزال. كما تحدث وزير الخارجية نيكوس ديندياس ووزير الدفاع بانوس باناجيوتوبولوس مع نظيرهما التركيين مولود شاووش أوغلو وخولوصي أكار، للتعبير عن تعازيهما واستعدادهما لتقديم المساعدة.

### المجر
أرسلت حكومة المجر فريقا من 50 شخصا يتضمن 6 أطباء إلى تركيا حسب تصريحات لوزير الخارجية.

### آيسلندا
عبر وزير الخارجية الآيسلندي عن تعازيه عبر تغريدة على موقع تويتر.

### إيطاليا
صرح وزير الخارجية الإيطالي ونائب رئيس الوزراء أنطونيو تاجاني أنه التقى وزير الخارجية التركي مولود جاويش أوغلو للتعبير عن تعازي إيطاليا، كما أصدر تعليمات بتجهيز فرق الحماية المدنية للمشاركة في عمليات الإنقاذ. كما صرح الجيش الإيطالي إن رحلات نقل جوي ستحمل معدات بالإضافة إلى أطقم الإنقاذ والأطقم الصحية.

### لاتفيا
عبر رئيس لاتفيا عن تعازيه وتمنياته للمصابين وطواقم الإنقاذ من خلال تغريدة على موقع تويتر. كما عبر وزير الخارجية اللاتفي عن تعازيه لأسر القتلى والجرحى.

### ليتوانيا
صرح رئيس ليتوانيا جيتاناس ناوسودا إن ليتوانيا مستعدة لإرسال المساعدة.

### مقدونيا الشمالية
أرسلت مقدونيا الشمالية فريقا من 40 منقذًا و22 فردًا من القوات الخاصة من مقدونيا الشمالية كما أرسلت 100000 يورو كمساعدة مالية و10000 بطانية.

### مولدوفا
صرحت مولدوفا باستعدادها لإرسال مهمة تتكون من 55 منقذًا وكلاب إنقاذ و12 مركبة تدخل مستقلة بالكامل.

### الجبل الأسود
أعرب رئيس الجبل الأسود ميلو دوكانوفيتش عن تعازيه نيابة عن البلاد وعرض تقديم أي مساعدة مطلوبة.

### هولندا
أعلن وزير خارجية هولندا أن بلاده سترسل فريق بحث وإنقاذ إلى تركيا.

### بولندا
قامت السلطات البولندية بإرسال مجموعة خاصة من دائرة الإطفاء مؤلفة من 76 من رجال الإطفاء و8 كلاب إنقاذ إلى تركيا.

### رومانيا
أرسلت رومانيا في 6 فبراير ثلاث طائرات تابعة لسلاح الجو الروماني على متنها فرق متخصصة في عمليات البحث والإنقاذ التابعة للمفتشية العامة لحالات الطوارئ في رومانيا (IGSU) والفرق الطبية SMURD مكونة من 60 عضوًا و4 كلاب إنقاذ ومعدات متخصصة ذات صلة.

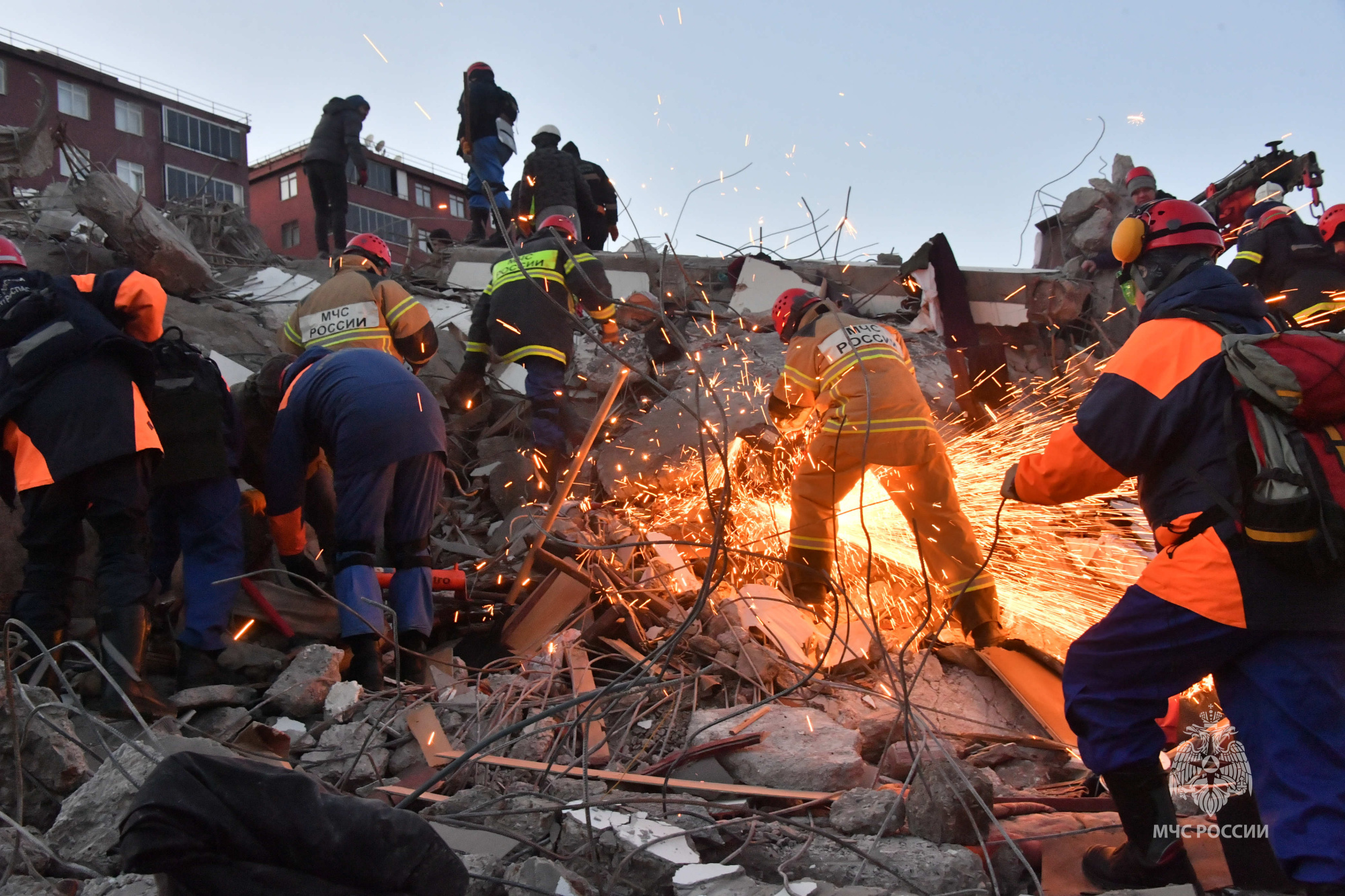
فريق البحث والإنقاذ الروسي

### روسيا
صرحت وزارة حالات الطوارئ إن طائرتين جويتين وطائرتين لمكافحة الحرائق (طائرات شحن إليوشن إيل 76) مع 100 من رجال الإنقاذ كانوا على أهبة الاستعداد للمساعدة في جهود الإغاثة. كما أمر وزير الدفاع سيرجي شويغو القوات الروسية في سوريا بالمساعدة في جهود الإنقاذ.

### صربيا
أرسلت صربيا فريقين خاصين (28 شخصًا) وضباط اتصال لمساعدة تركيا جنبًا إلى جنب مع معدات الاختراق والقطع والرفع والإنقاذ والعمل على المرتفعات والبحث الإلكتروني.

### سلوفاكيا
أعلن رئيس وزراء سلوفاكيا إدوارد هيجر أن 13 من رجال الإطفاء واثنين من رجال الإنقاذ الجبليين مع الكلاب سوف يسافرون إلى تركيا.

### سلوفينيا
أعلنت حكومة سلوفينيا أنها سترسل ثلاثة خبراء مدنيين لتقييم الأضرار وتنسيق جهود الإنقاذ.

### اسبانيا
صرح رئيس وزراء إسبانيا بيدرو سانشيز أنه بناء على طلب الآلية الأوروبية للحماية المدنية، قامت وزارة الداخلية، من خلال المديرية العامة للدفاع المدني وحالات الطوارئ، بتنشيط وحدة الطوارئ العسكرية والنقل الجوي في حالات الطوارئ لتقديم الدعم في مهام البحث.

### السويد
صرح وزير خارجية السويد، توبياس بيلستروم، "بصفتنا رئاسة السويد للاتحاد الأوروبي، سنتواصل مع مولود جاويش أوغلو وسوريا لتنسيق جهود الاتحاد الأوروبي لمساعدة هذه الدول في هذه الكارثة".

### سويسرا
أعلنت وزارة الخارجية الفيدرالية أنه سيتم نشر 80 متخصصًا وثمانية كلاب إنقاذ في تركيا في 6 فبراير. بالإضافة إلى ذلك، يتم النظر في توجيه فريق للمساعدة الموجهة لسوريا.

### أوكرانيا
عرض الرئيس الأوكراني فولوديمير زيلينسكي المساعدة لتركيا. صرح وزير الخارجية دميترو كوليبا أن أوكرانيا مستعدة لإرسال مجموعة كبيرة من عمال الإنقاذ إلى تركيا للمساعدة في الاستجابة للأزمات وتعمل عن كثب مع الجانب التركي لتنسيق انتشارهم.

### المملكة المتحدة
صرح وزير الخارجية البريطاني للمملكة المتحدة جيمس كليفرلي إن 76 من المتخصصين في البحث والإنقاذ والمعدات وكلاب الإنقاذ سيصلون إلى غازي عنتاب.

## أوقيانوسيا

### أستراليا
أعلن رئيس وزراء أستراليا أنتوني ألبانيز عن تقديم حزمة إنسانية أولية بقيمة 10 ملايين دولار لمساعدة تركيا وسوريا، كما عبر عن تعازيه لأهالي المنطقة المنكوبة.

### نيوزيلندا
أعلن رئيس وزراء نيوزيلندا عن حزمة مساعدات مالية بقيمة 1.5 مليون دولار نيوزيلندي. كما صرح أن بلاده تعرف الكثير عن آثار الزلازل، وأن نيوزيلندا تتضامن مع تركيا وسوريا أثناء هذه المحنة.

## دول أخرى

### كوسوفو
صرح رئيس كوسوفو فيوزا عثماني بأن كوسوفو "مستعدة لتقديم المساعدة اللازمة من خلال قوة أمن كوسوفو". وأرسلت وحدة متخصصة إلى تركيا في 6 فبراير 2023.

### قبرص الشمالية
أعلن رئيس قبرص الشمالية أن بلاده سترسل فريقا من 59 فردا و8 مركبات للمساهمة في عمليات الإنقاذ.

### تايوان
أعلن رئيس تايوان تساي إنغ ون عن تبرع بمبلغ 200 ألف دولار كمعونة إغاثية. كما أرسلت الحكومة التايوانية فريقًا مكونًا من 40 شخصًا و3 كلاب إنقاذ و5 أطنان من المعدات للمساعدة في عمليات الإنقاذ، تبعه فريق آخر مكون من 90 شخصًا وكلاب إنقاذ.

## المنظمات الدولية

### جامعة الدول العربية
طالب الأمين العام لجامعة الدول العربية أحمد أبو الغيط بتقديم مساعدات دولية لمساعدة المتضررين من "هذه الكارثة الإنسانية".

### الاتحاد الإفريقي
صرح موسى فقي محمد رئيس الاتحاد الإفريقي في بيان على تويتر إن إفريقيا "تتضامن مع شعبي تركيا وسوريا بعد الزلزال المدمر الذي أدى إلى مقتل آلاف الأبرياء وإلحاق أضرار فادحة بالبنية التحتية".

### الأمم المتحدة
أعلنت عدة وكالات تابعة للأمم المتحدة عن استجابات منسقة للكارثة، بما في ذلك فريق الأمم المتحدة لتقييم الكوارث والتنسيق، ومكتب تنسيق الشؤون الإنسانية، ومفوضية الأمم المتحدة لشؤون اللاجئين، واليونيسيف، والمنظمة الدولية للهجرة. وصرح المدير الإقليمي لمنظمة الصحة العالمية في أوروبا، هانز كلوج، إن المكاتب الإقليمية للمنظمة تساعد الجهود الدولية لنقل الأدوية ومعدات الإغاثة.

### الاتحاد الأوروبي
صرح الممثل الأعلى للاتحاد الأوروبي جوزيب بوريل والمفوض الأوروبي لإدارة الأزمات يانيز لينارتشيتش في بيان إنه تم إرسال عشرة فرق إنقاذ من بلغاريا وكرواتيا والتشيك وفرنسا واليونان ومالطا وهولندا وبولندا ورومانيا إلى تركيا تم تنشيط برنامج كوبرنيكوس أيضًا لتقديم خدمات رسم الخرائط في حالات الطوارئ كما فُعِّلْت آلية الحماية المدنية الأوروبية، التي تعد تركيا أيضًا عضوًا فيها، بناءً على طلب تركيا.

### حلف شمال الأطلسي
صرح الأمين العام لحلف الناتو، ينس ستولتنبرغ، أن الدول الأعضاء تحشد الدعم.

## المنظمات غير الحكومية

### REDOG
صرحت منظمة ريدوغ، وهي خدمة بحث وإنقاذ للكلاب السويسرية، إنها تخطط لإرسال 22 منقذًا و14 كلبًا إلى تركيا.

### المجلس النرويجي للاجئين
صرح المجلس النرويجي للاجئين، وهو وكالة إنسانية غير حكومية، إنه سيقدم دعماً مباشراً للأشخاص الأكثر تضرراً في جميع أنحاء سوريا. وناشد المجلس المجتمع الدولي التعبئة الفورية للموارد المالية لدعم جهود الإغاثة الجماعية في سوريا وجنوب تركيا.